# Castet-Arrouy
Castet-Arrouy è un comune francese di 187 abitanti situato nel dipartimento del Gers nella regione dell'Occitania.

## Società

### Evoluzione demografica
Abitanti censiti